# Нива (футбольный клуб, Толочин)
«Нива» (бел. «Ніва») — белорусский футбольный клуб из Толочина.

## История
Клуб был создан в 1989 году и долгое время выступал на любительском уровне становясь победителем и бронзовым призёром чемпионата Витебской области. В 2021 году клуб заявился для участия во Второй лиге.

## Достижения
- Чемпионат Витебской области:
  - Чемпион: 1991
  - Бронзовый призёр: 1992

Главный тренер с 2016 года — Вадим Задорожный.